# Гоблен
Гоблен је било презиме породице фарбара, која је по свој прилици пореклом из Ремса, а која се средином 15. века настанила у предворју Сен Марсел у Паризу, на обалама Биевра.
Први шеф фирме звао се Јехан Гоблен (ум. 1476). Открио је необичну врсту гримизне боје и потрошио је толико новца на свој естаблишмент да су га обични људи назвали луди Гоблен. Фарбарама је у 16. веку додата и фабрика таписерија.
Богатство породице се тако брзо повећавало да су у трећој или четвртој генерацији неки од њих напустили занат и купили племићке титуле. Неколико припадника породице обављало је државне функције, између осталих Балтазар Гоблен, који је сукцесивно постао генерални благајник артиљерије, ванредни ратни благајник, краљевски саветник, канцелар финансија, државни саветник који је 1601. добио од Хенрија IV земље и племићку титулу Бри Конт Робер. Умро је 1603. године. Спомен Гоблена као занатлија фарбара не може се наћи у изворима касније од краја 17. века.
Године 1662., радове у Сен Марселу, са суседним просторима, откупио је Жан Батист Колбер у име Луја XIV и трансформисао их у општу мануфактуру пресвлака, Gobelins Manufactory.
У разним језицима гоблен је синоним за таписерију.